# Xiaohai (köpinghuvudort i Kina, Jiangsu Sheng, lat 31,95, long 120,97)
Xiaohai är en köpinghuvudort i Kina. Den ligger i provinsen Jiangsu, i den östra delen av landet, omkring 200 kilometer öster om provinshuvudstaden Nanjing. Antalet invånare är 36 133. Befolkningen består av 18 489 kvinnor och 17 644 män. Barn under 15 år utgör 9,0 %, vuxna 15-64 år 73 %, och äldre över 65 år 16,0 %.
Runt Xiaohai är det tätbefolkat, med 683 invånare per kvadratkilometer. Närmaste större samhälle är Nantong, 12,1 km nordväst om Xiaohai. Trakten runt Xiaohai består till största delen av jordbruksmark.
Genomsnittlig årsnederbörd är 1 510 millimeter. Den regnigaste månaden är augusti, med i genomsnitt 205 mm nederbörd, och den torraste är januari, med 45 mm nederbörd.